# Knolpoliepzwammetje
Het knolpoliepzwammetje (Melanospora fallax) is een schimmel behorend tot de familie Ceratostomataceae. Deze terristische saprotroof akkers, ruigte, bermen, stad en parken.

## Verspreiding
In Nederland komt het uiterst zeldzaam voor.